# Узкоколейная железная дорога Никольского стекольного завода
Никольская узкоколейная железная дорога связывала город Никольск в Пензенской области и железнодорожную станцию Ночка.
Длина узкоколейной железной дороги — 24 километра. Из них 23 километра пролегают по территории Пензенской области, менее 1 километра — по территории Инзенского района Ульяновской области.
Участок Никольск — Ночка был открыт в 1936 году для обеспечения перевозки грузов на Никольский стекольный завод и другие предприятия.
Первоначально на узкоколейной железной дороге работали паровозы. В 1954 году на линии стали работать мотовозы МД54-2, позднее — тепловозы ТУ4. С конца 1970-х годов тепловозы ТУ7 стали основными локомотивами линии.
Основной груз, который перевозился по узкоколейной железной дороге — кварцевый песок.
На разъезде Ягодный имелось путевое развитие, но скрещение поездов там обычно не производилось.
Главная станция узкоколейной железной дороги и единственное локомотивное депо находилось в Никольске, на территории Никольского стекольного завода «Красный Гигант». Станция Перегрузочная узкоколейной железной дороги находилась возле станции Ночка Куйбышевской железной дороги.
В 2006 году узкоколейная железная дорога ещё функционировала, но по состоянию на 2010 год она разобрана, станция Перегрузочная в Ночке уничтожена — все постройки снесены, но сама площадка сохранена.